# Трековое освещение

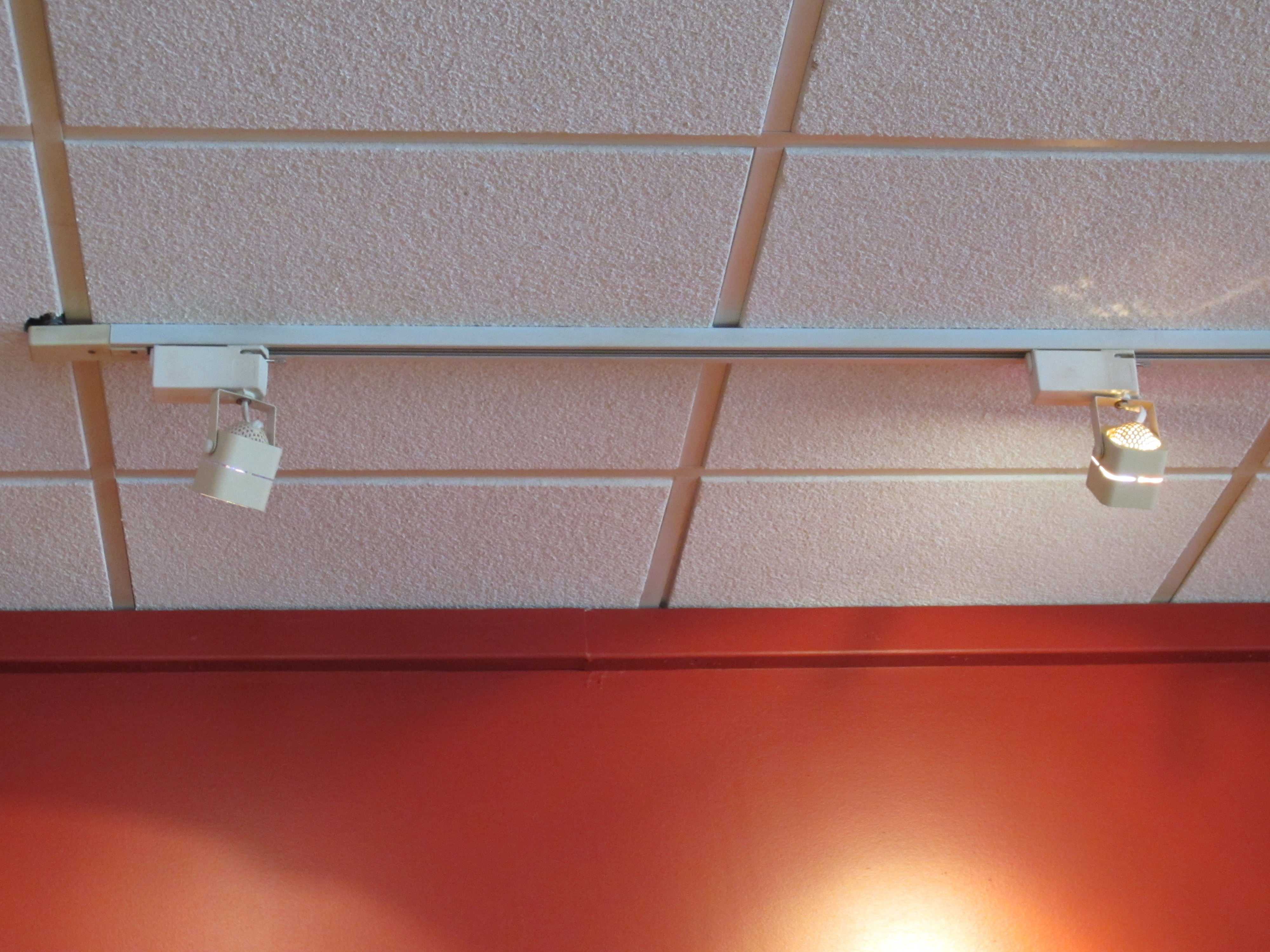
Трековая система освещения с двумя светильниками, направления света которых можно регулировать.

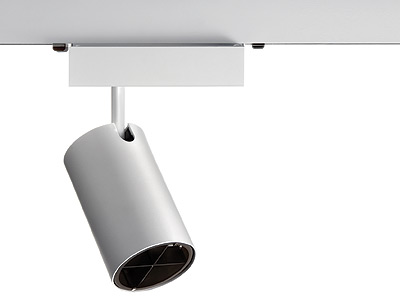
Типичный светильник на шинопроводе.

Трековые или шинные системы освещения — это системы, в которых светильники крепятся и передвигаются на шинопроводе для создания их индивидуального позиционирования, акцентного освещения. Чаще всего применяются в административных помещениях (выставочные залы, кафе, офисы). Шинопровод может быть гибким, негибким или на тросах (стержнях), что позволяет устанавливать систему на разных поверхностях, например, в потолке или в стене, вдоль балки, вдоль или поперек стропил, балок или на сводчатых потолках.

## Общее представление
Типичным представителем трекового освещения является высоковольтная система с негибкими шинопроводами. Она состоит из следующих элементов:
- Шинопровод;
- Трековые (шинные) светильники;
- Кабельные вводы;
- Заглушки и соединители;
- Трековые подвесы.
- Трансформатор.

Шинопровод для трековой системы — направляющий профиль, в который устанавливается и передвигается светильник. Для его изготовления может использоваться алюминий, пластик, или сталь. Внутри этого профиля между диэлектриками находятся медные шины, количество которых определяет тип шинопровода. Может быть в форме швеллера для установки на поверхность или встраиваться, тросов или металлических струн.
Трековые светильники имеют контакты, которые соединяются с шинопроводом при установке. Количество светильников определяется в зависимости от площади, которую нужно осветить.
Производители осветительной техники изготовляют и реализовывают как готовые наборы систем, так и отдельные конструктивные элементы, что позволяет создать различные конструкции.

## Классификация систем

### По напряжению шинопровода
- Низковольтные;
- Высоковольтные.

Низковольтные системы более популярны при использовании в жилых помещениях (квартиры, частные дома) потому что они более безопасны при эксплуатации. В основном они работют от напряжения 24 В или 48 В.  В большинстве низковольтных систем светильник в треке держится с помощью магнита. Так как светодиодные светильники управляются с помощью ШИМ, при диммировании магнитное крепление и подпружиненные контакты светильника издавали посторонний звук (высокочастотный писк). Данную проблему удалось решить, отказавшись от магнита в пользу пружинного крепления и упростив конструкцию медного контакта. Одной из первых таких систем является HOKASU OneLine. 
Высоковольтная система отличается меньшими потерями напряжения в треке, в связи с чем, общая длина трека может быть значительно больше. Именно поэтому данный тип шинопровода используется в больших помещениях таких, как склады и магазины.

### По типу шинопровода
- Однофазные;
- Трехфазные.

### По типу источников света
Зависит, в частности, от типа лампы в шинном светильнике:
- С галогенной лампой,
- С металлогалогенной лампой;
- С люминесцентной лампой;
- Со светодиодной лампой.

### По способу установки шинопровода
- Поверхностная установка;
- Встраиваемые профили.